# 잔필리아치탑

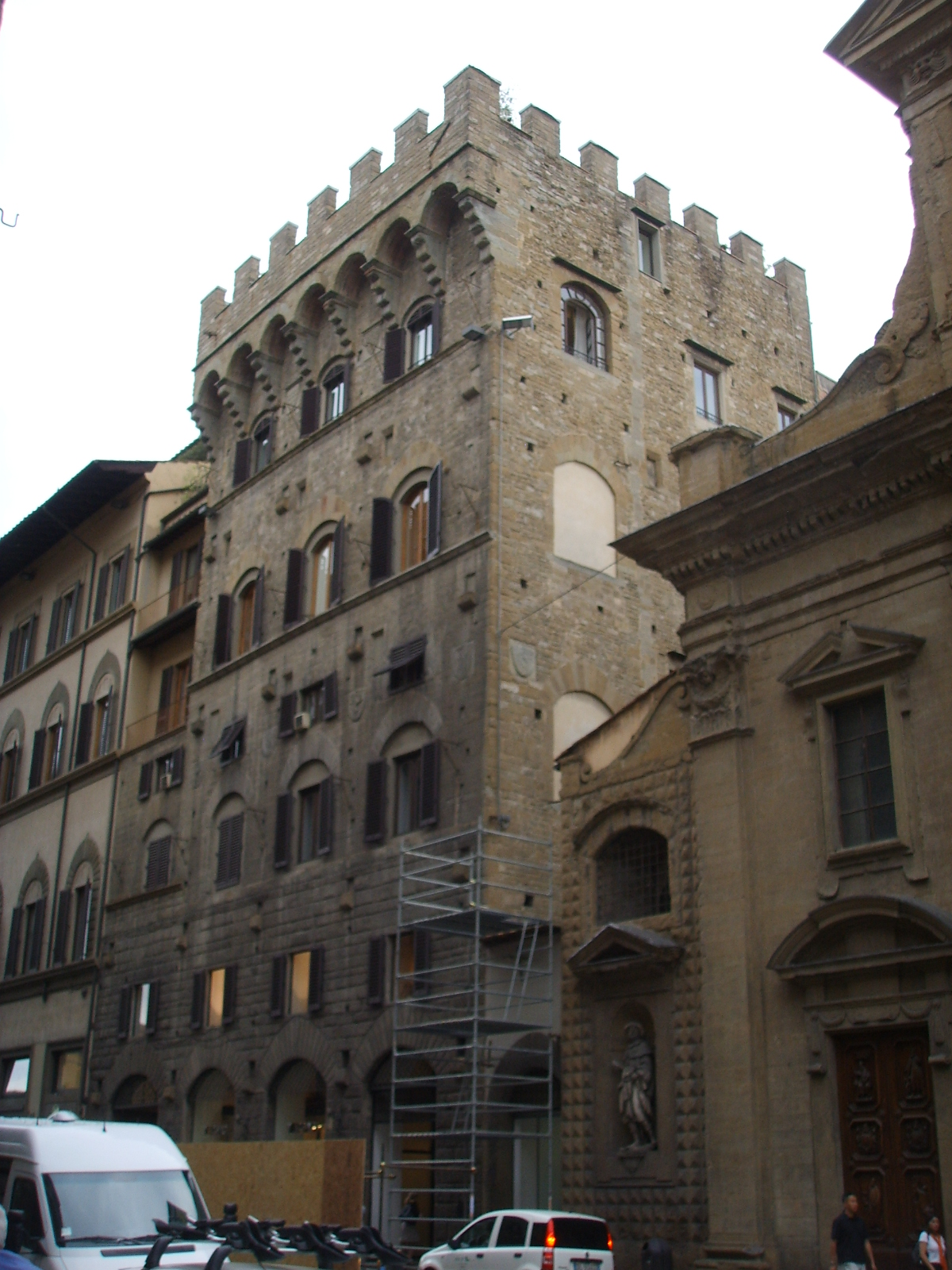
잔필리아치 탑.

잔필리아치 탑(Torre dei Gianfigliazzi)은 이탈리아 토스카나 지방의 피렌체 중심부인 토르나부오니 거리에 위치한 로마네스크 양식의 중세 탑-주거 시설이다.산타 트리니타 성당의 좌측에서 볼 수 있다. 현재는 호텔로 쓰인다.

## 역사
큰 탑-주거 시설인 이곳은 중세 시대 때 구엘프파인 루게리니(Ruggerini) 가문을 위해 지어졌으며, 구엘프 세력이 1260년 피렌체에서 추방당하고 나서 이 건물은 완전히 철거되고 말았다. 재건이 이뤄진 뒤, 처음에는 파스텔리(Fastelli) 가문이 거주했고, 14세기 말에 들어 잔필리아치 가문이 건물을 소유하게 되어 1760년에 가문이 단절될 때까지 유지하였다.
19세기 초, 잔필리아치 탑은 피렌체의 귀족 아카데미가 사용하였고, 알레산드로 만초니, 루이 보나파르트, 비토리오 알피에리 등 유명 인물들이 머물렀다. 1841년에 대규모 개보수가 이뤄졌으며 인접한 스피니 페로니 궁전에서 영감을 받은 메를롱(merlon) 및 입구에 새로운 창문 등이 추가되었다.

## 참고 문헌
- Mercanti, Lara; Straffi, Giovanni (2003). 《Le torri di Firenze e del suo territorio》. Florence: Alinea.